# Ergo Proxy
Ergo Proxy (japanisch エルゴプラクシー, erugo purakushī) ist eine Anime-Serie aus dem Jahr 2006. Sie verbindet Science-Fiction, Mystery und Cyberpunk.

## Szenario
In einer futuristischen Welt, die unter den Folgen einer globalen Umweltkatastrophe leidet, befindet sich die Kuppel-Stadt Romdo. In dieser koexistieren Menschen und Androiden (Autoreivs) friedlich unter einem totalitären Überwachungssystem. Autoreivs, die einem einzelnen Menschen als Begleiter zugeteilt sind, werden Entourages genannt. Eine Serie von Morden durch Roboter, die mit einem Cogito (lateinisch für „ich denke“) genannten Virus infiziert sind, beginnt die empfindliche Balance in der sozialen Ordnung zu gefährden. Dieses Virus bringt die Autoreivs dazu, sich ihrer Existenz bewusst zu werden und eine Seele zu entwickeln.
Im Verborgenen führt die Regierung Geheimexperimente mit einer mysteriösen humanoiden Lebensform – Proxy genannt – durch, mittels derer sie glauben, das Überleben der Menschheit und ihre Machtposition sichern zu können.
Im Mittelpunkt der Serie stehen Vincent Law (ビンセント・ロウ), ein Immigrant, der für die AR Control Division – eine Organisation, die eingerichtet wurde, um infizierte Roboter zu jagen und zu vernichten – arbeitet, Re-l Mayer (リル・メイヤー), eine Inspektorin der Inneren Sicherheit mit dem Auftrag, die Morde zu untersuchen sowie Pino (ピノ), ein mit Cogito infiziertes Roboter-Ersatzkind des Generaldirektors Raul Creed (ラウル・クリード). Vincent selbst ist ein solcher Proxy, der allerdings seine Erinnerung verloren hat.

## Handlung
Vincent Law ist bei seiner Jagd nach den infizierten Androiden wenig erfolgreich, erhofft sich dennoch, den Status eines Mitbürgers zu erarbeiten. Im Hauptquartier der Organisation trifft er auf Re-l Mayer, eine Kommissarin des Geheimdienstes. Vincent begleitet sie bei der Suche nach einem entflohenen Autoreiv und fühlt sich dabei zu ihr hingezogen, ist aber von ihrem starken Charakter zu sehr überwältigt, als dass er versuchen würde, ihr näher zu kommen.
Es kommt zu mehreren Zwischenfällen, bei denen Re-l mit Proxys zusammenstößt, ihr aber verboten wird, weitere Nachforschungen anzustellen. Als schließlich auch Vincent von einem Proxy angegriffen wird, versucht er aus der Stadt zu entfliehen und trifft dabei auf Pino, die er zuvor noch auf Cogito überprüft hatte. Pino ist zu diesem Zeitpunkt bereits infiziert und begleitet ihn auf der Flucht. Bei dem Versuch der Sicherheitsbehörde, Vincent festzunehmen, wird er durch eine Luftschleuse zusammen mit Pino in die Außenwelt gezogen.
In dieser Außenwelt ist ein Mensch im Normalfall nicht überlebensfähig, aber da er ein Proxy ist, gewöhnt er sich innerhalb kurzer Zeit an die Außenbedingungen, wie auch einige bereits in der Außenwelt lebende Menschen, die ihn zusammen mit Pino aufnehmen. Re-l versucht in dieser Zeit mehr über die Proxy herauszufinden und trifft bei ihrem Jugendfreund Daedalus Yumeno (デダルス・ユメノ), der als Wissenschaftler arbeitet, auf ungewöhnliche Informationen die Vincent betreffen. Wissend, dass sie von ihrem Großvater, dem Diktator der Stadt, überwacht wird, versucht sie, Vincent wieder zurück in die Stadt zu bringen. Bei diesem Versuch wird Re-ls Schutzanzug beschädigt und sie setzt sich der tödlichen Atmosphäre in der Außenwelt aus. Sie fällt in einen Tiefschlaf und würde sterben, wenn sie nicht schnell nach Romdo zurückgebracht wird.
Vincent beschließt, das zu tun und täuscht vor, freiwillig nach Romdo zurückzukehren. Während die Aufmerksamkeit der Wachposten von Romdeau auf Re-ls Luftschiff liegt, flieht Vincent auf einem Windboot (ein Segelboot das auf Wind angewiesen ist, aber gleitet statt zu schwimmen) mit einigen Siedlungsbewohnern und Pino in Richtung Mosque – seiner Heimatstadt. Dort will er herausfinden, wer er eigentlich ist. In ihm keimt der für ihn fürchterliche Verdacht auf, er habe etwas mit dem Proxy, der immer auftaucht, wenn er in der Nähe ist, zu tun. Schon früh auf der Reise sterben alle bis auf ihn und Pino. Die von Daedalus wieder geheilte und nun durch die Behandlung gegen die Außenwelt immune Re-l reist ihm daraufhin hinterher.
Auf dieser Reise, die beide nach einigen Zwischenfällen zusammen mit Pino fortsetzen, finden sowohl Re-l als auch Vincent selbst heraus, dass er ein Proxy ist. Nun versuchen beide, hinter das Geheimnis der Proxys zu kommen, denn selbst wenn Vincent sich in einen Proxy verwandelt, scheint er ihr nichts anhaben zu wollen.

## Produktion und Veröffentlichungen
Geneon Entertainment und Manglobe produzierten die 23-teilige Serie. Regie führte Shukō Murase, der zuvor vor allem als Charakterdesigner und als Regisseur beim Anime Witch Hunter Robin bekannt geworden war. Als Drehbuchautor bei Ergo Proxy arbeitete unter anderem Dai Satō, der diese Funktion bereits bei unter anderem Cowboy Bebop und Wolf’s Rain ausgeübt hatte. Das Charakterdesign entwarf Naoyuki Onda und die künstlerische Leitung lag bei Kazumasa Satou und Toshiyuki Yamashita. Die verantwortlichen Produzenten waren Akio Matsuda, Michiko Suzuki und Takashi Kochiyama. Die Produktion lief etwa 3 Jahre, davon die ersten beiden für Skript und Charakterentwicklung, das letzte Jahr für die Herstellung der Animationen. Besonders viel Zeit kosteten bei der Umsetzung die CGI-Effekte. Die Effekte kamen vor allem für Tiefenunschärfe, Lichtspiegelungen oder Bullet-Time-EInstellungen zum Einsatz sowie für Fahrzeuge und Waffen.
Der Anime wurde vom 25. Februar bis zum 12. August 2006 auf dem japanischen Fernsehsender WOWOW ausgestrahlt. Die Serie wird seit dem 25. April 2008 von Nipponart in Deutschland synchronisiert auf DVD vertrieben. Animax zeigte die Serie im deutschen Fernsehen. Außerdem kamen unter anderem Synchronfassungen auf Englisch, Französisch, Spanisch und Italienisch heraus und es gab Veröffentlichungen in Russland und Polen.

### Synchronisation
Die deutsche Fassung entstand bei GÜLO Film- und Tontechnik GmbH in München.
| Rolle           | japanische Sprecher (Seiyū) | deutsche Sprecher   |
| --------------- | --------------------------- | ------------------- |
| Pino            | Akiko Yajima                | Katharina Iacobescu |
| Vincent Law     | Koji Yusa                   | Philipp Brammer     |
| Re-L Mayer      | Rie Saitou                  | Kathrin Gaube       |
| Raul Creed      | Hikaru Hanada               | Hans-Georg Panczak  |
| Proxy One       | Hōchu Ohtsuka               |                     |
| Iggy            | Kiyomitsu Mizuuchi          | Walter von Hauff    |
| Monad           | Sachiko Kojima              |                     |
| Daedalus Yumeno | Sanae Kobayashi             | Shandra Schadt      |

### Musik
Den Abspann bildet das Lied Paranoid Android der britischen Alternative-Rock-Band Radiohead. Die Band hat das Lied erst zur Verfügung gestellt, nachdem sie das bereits fertiggestellte Filmmaterial des Animes gesehen hatten. Das Titellied ist Kiri von Monoral, ein melancholischer, sphärischer Rock-Song. Der Anime hat allerdings erst ab der dritten Folge einen Vorspann. Die von Yoshihiro Ike komponierte Musik der Serie unterstreicht die unheimliche Atmosphäre der Handlung, setzt dabei Mönchsgesänge, Trip-Hop und Synthesizerklänge, sowie auf Hall-Effekte und verzerrte oder rückwärts abgespielte Töne.

## Manga
Ein auf dem Anime aufbauender Manga mit dem Titel Centzon Hitchers and Undertaker (センツォン・ヒッチャーズ＆アンダーテイカー, Sentson Hitchāzu & Andāteikā) wurde ab dem 18. Februar 2006 monatlich in der Sunday-GX veröffentlicht. Später erschienen dazu zwei Tankōbon-Ausgaben am 18. August 2006 und 19. Februar 2007.

## Konzeption
In seinen Stilmitteln orientiert sich der Anime sehr stark an Comics, so dass bestimmte Details bewusst herausgearbeitet werden, während irrelevante Dinge sehr abstrakt oder auch unscharf dargestellt sind. Um eine bedrückende Stimmung im Stile des Genres Noir zu erzeugen, werden überwiegend matte Grau-, Blau- und Brauntöne verwendet. Häufig verwendete Stilmittel sind schnelle Kamerafahrten, Zeitlupen sowie verzerrte und verwaschene Sequenzen. Im Charakterdesign wurde auf Elemente des Gothic-Genres zurückgegriffen. Auch lassen sich Referenzen an Filme wie Metropolis über Blade Runner bis zu 2001: Odyssee im Weltraum wiederfinden, während die Welt der Serie auch stark von den Animes Ghost in the Shell, Neon Genesis Evangelion, Armitage III und Texhnolyze beeinflusst ist.
Aber auch andere Bezüge zur europäischen Kultur lassen sich in Ergo Proxy finden. So haben vier Mitglieder des Thronrats von Romdeau das Aussehen von Michelangelo-Statuen und tragen die Namen bekannter Philosophen und Psychologen (Lacan, Derrida, Husserl und Berkeley). Auch die Entourages tragen Namen wie Deleuze, Guattari oder Kristeva.
Die Folgen 15 und 19 der Serie nehmen hier eine besondere Stellung ein. So werden wichtige Handlungselemente erst in Folge 15, einer mehr als albernen Quizshow preisgegeben, in der Vincent gegen den Moderator um sein Leben spielt. In Folge 19 hingegen, die nichts mit der Haupthandlung im eigentlichen Sinne zu tun hat, wird mehr als deutlich auf den Zeichenstil der „immer lachenden“ Disneyfiguren eingegangen. Dies wird auch als Hinweis auf das Drama von Die Schöne und das Biest, und zwar gleichzeitig in der Cocteau- und der Disneyversion, angesehen, welches sich zwischen Vincent und Re-l abspielen soll.

## Rezeption
Die deutsche Zeitschrift AnimaniA nennt den Anime „eine beunruhigende und pessimistische, gleichwohl aber auch faszinierende Zukunftsutopie“ mit komplexer und spannender Story. Die beeindruckende Inszenierung erzeuge mitunter verstörende, dunkle Bilder. Auch Charakterdesign, Sound und Musik seien passend düster gehalten. Die Mischung aus klassischer Cel-Animation und zeitgemäßen, nicht übertrieben eingesetzten Computereffekten sei gelungen, detailreiche Hintergründe rundeten die „gelungene Optik auf hohem Niveau“ ab. Im Laufe der Serie schwanke die Animationsqualität jedoch hin und wieder und sei, aus Sicht der deutschen Veröffentlichung, nicht gut gealtert. Die Serie sei vor allem Freunden herausfordernder, intelligenter Sci-Fi-Geschichten mit „bildgewaltiger Optik“ empfohlen. Die deutsche Synchronisation sei überdurchschnittlich.